# 메라라빵
에이시 메라라(이집트 아랍어: عيش مرحرح)는 5 ~ 10%의 갈린 호로파와 옥수수가루로 만드는 이집트의 납작빵이다. 전통적인 이집트 식사의 일부이며, 상이집트 지방에서 주로 제공된다. 에이시 메라라는 레바논의 빵인 마르코크와 비슷하다. 모양은 평평하고 넓은 편이며, 지름은 약 50 cm 정도 된다. 이 빵에 사용되는 옥수수가루는 반죽으로 만들어진 뒤 바로 사용되지 않고 오랜 시간동안 발효 과정을 거친 뒤 사용된다.